# Mount Carmel, Indiana
Mount Carmel är en ort i Washington County i delstaten Indiana, USA.